# Вина Скай
Вина Скай (англ. Vina Sky; род. 14 марта 1999 года в Хьюстоне, Техас, США) — американская порноактриса вьетнамского происхождения.

## Карьера
Заинтересовалась порноиндустрией незадолго до окончания старшей школы. После достижения совершеннолетия работала в секс-шопе и вебкам-моделью.
Начала карьеру порноактрисы в 2018 году в возрасте 19 лет. За первые два месяца карьеры снялась в более чем 30 сценах и в течение первого года участвовала в сценах следующих категорий: мастурбация, традиционный и лесбийский секс. Начиная с 2019 года снимается также в сценах анального секса. Актрису представляет агентство East Coast Talent.
Принимает участие в съёмках сцен для множества студий и брендов, в частности таких, как AMK Empire, Bang Bros, Brazzers, Cherry Pimps, Evil Angel, Girlfriends Films, Girls Gone Wild, Mofos, Reality Kings, TeamSkeet и Third Degree Films.
В феврале 2020 года Вина была выбрана порносайтом Cherry Pimps «Вишенкой месяца» (Cherry of the Month). В конце июня 2021 года стала девушкой Fleshlight.
За сцену из фильма Exotics 2 Вина в январе 2023 года получила премию AVN Awards в категории «Лучшая международная анальная сцена».
По данным Internet Adult Film Database на ноябрь 2021 года, снялась в общем счёте в 346 сценах и фильмах.

## Награды и номинации
| Год  | Награда          | Результат | Категория | Фильм                                                                    |
| ---- | ---------------- | --------- | --- | ------------------------------------------------------------------------ |
| 2019 | NightMoves Award | Номинация | Лучшая новая старлетка | н/д                                                                      |
| 2019 | Urban X Award    | Номинация | Восходящая звезда | н/д                                                                      |
| 2019 | Urban X Award    | Номинация | Оргазмическая оралистка | н/д                                                                      |
| 2020 | AVN Award        | Номинация | Лучшая новая старлетка | н/д                                                                      |
| 2020 | AVN Award        | Номинация | Лучшая сцена секса в виртуальной реальности (вместе с Арией Ли и Деймоном Дайсом)                                           | Daddy Issues                                                             |
| 2020 | AVN Award        | Номинация | Награда поклонников: самый горячий новичок                                                                                  | н/д                                                                      |
| 2020 | Fleshbot Award   | Номинация | Лучшая персона в социальных медиа                                                                                           | н/д                                                                      |
| 2020 | Pornhub Award    | Номинация | Брызгающая зона — лучшая исполнительница сквиртинга                                                                         | н/д                                                                      |
| 2020 | Spank Bank Award | Номинация | Лучшая массажистка года | н/д                                                                      |
| 2020 | Spank Bank Award | Номинация | Супер cквиртер года | н/д                                                                      |
| 2020 | XBIZ Award       | Номинация | Лучшая сцена секса — гонзо (вместе с Рамоном Номаром)                                                                       | Freaky Petite 5                                                          |
| 2020 | XRCO Award       | Номинация | Новая старлетка года | н/д                                                                      |
| 2020 | XRCO Award       | Номинация | Подростковая мечта года | н/д                                                                      |
| 2021 | AVN Award        | Номинация | Лучшая сцена триолизма (П/П/Д) (вместе с Джулсом Джорданом и Стивом Холмсом)                                                | Slut Puppies 15                                                          |
| 2021 | AVN Award        | Номинация | Награда поклонников: любимая порнозвезда (женщина)                                                                          | н/д                                                                      |
| 2021 | XBIZ Award       | Номинация | Лучшая сцена секса — виртуальная реальность (вместе с Джесси Сэйнт, Джиной Валентиной, Лейни Грей и Лекси Луной)            | Little Cummer Toy                                                        |
| 2022 | AVN Award        | Номинация | Лучшая сцена мастурбации/стриптиза                                                                                          | Exotics — Scene 2                                                        |
| 2022 | AVN Award        | Номинация | Лучшая сцена секса в виртуальной реальности (вместе с Алексией Андерс, Алоной Блум, Джоном Стронгом, Лулу Чу и Луной Миллс) | Asian Delight Royal Flush                                                |
| 2022 | AVN Award        | Номинация | Лучшая сцена секса парень/девушка (вместе с Джулсом Джорданом)                                                              | Great Day for a Stroll on South Beach With Vina Sky (из Flesh Hunter 15) |
| 2022 | Fleshbot Award   | Номинация | Лучшее присутствие на фан-сайте                                                                                             | н/д                                                                      |
| 2022 | XBIZ Award       | Номинация | Исполнительница года | н/д                                                                      |
| 2022 | XRCO Award       | Номинация | Потрясающая аналистка года                                                                                                  | н/д                                                                      |
| 2023 | AVN Award        | Победа    | Лучшая международная анальная сцена (вместе с Винсом Картером)                                                              | Vina Sky: French Tour De Anal (из Exotics 2)                             |
| 2023 | XBIZ Award       | Номинация | Исполнительница года | н/д                                                                      |

## Избранная фильмография
| - 2018 — Babysitter Orgy 3 - 2018 — Slut Puppies 13 - 2019 — Asian Fucking Nation 7 - 2019 — Creampied School Girls - 2019 — Giant Dicks In Asian Chicks 3 - 2019 — Her 1st Lesbian Anal 4 - 2019 — Hookup Hotshot: Sex Messages - 2019 — Hookup Hotshot Sex Tapes 9 - 2019 — Jules Jordan’s Three Ways - 2019 — Lesbian Psychodramas 34 - 2019 — Let Me See You Squirt! POV - 2019 — Made Ya Squirt - 2019 — Mick’s Pornstar Initiations 2 - 2019 — Size Does Matter 15 | - 2019 — Squirtcano - 2019 — Threesome Encounters 3 - 2019 — True Anal Sluts 4 - 2019 — Young and Glamorous 10 - 2020 — Anal Cuties 12 - 2020 — Asian Housing Hookups - 2020 — Invasian 5 - 2020 — Is This Real?! 2 - 2020 — Mommy Likes To Watch 3 - 2020 — Nympho 12 - 2020 — Slut Puppies 15 - 2020 — Squirt For Me 7 - 2020 — Step Cuties - 2020 — Step Dad’s View |